# Списък на политическите партии в Литва
Литва има многопартийна система.

## Парламентарно представени партии
| Партия/коалиция                                      | Места в парламента (2024) | Идеология               |
| ---------------------------------------------------- | ------------------------- | ----------------------- |
| Литовска социалдемократическа партия                 | 52                        | Социалдемокрация        |
| Съюз за Отечеството - Литовски християнски демократи | 28                        | Либерален консерватизъм |
| Зора над Немунас                                     | 20                        | Десен популизъм         |
| Демократичен съюз „В името на Литва“                 | 14                        | Зелена политика         |
| Либерално движение                                   | 12                        | Либерализъм             |
| Литовски съюз на селяните и зелените                 | 8                         | Аграризъм               |
| Изборна акция на поляците в Литва                    | 3                         | Малцинствена партия     |
| Национално обединение                                | 1                         | Национализъм            |
| Свобода и справедливост                              | 1                         | Либерализъм             |
| независими                                           | 2                         |                         |

## Други партии
- Партия на труда
- Ред и справедливост
- Път на смелостта